# Верхняя Санарка
Верхняя Санарка — село в России, в Челябинской области, Пластовском районе на территории Борисовского сельского поселения в 26 км к юго-западу от г. Пласт.
Входило в состав Троицкого уезда Оренбургской губернии.

## География
Село расположено на реке Санарка на трассе Р360 Челябинск — Магнитогорск.

## Население
| 2002 | 2010 |
| ---- | ---- |
| 862  | ↘830 |

## Достопримечательности
- Южнее села начинается Санарский бор, где растут не только реликтовые сосны и лишайники, но и уникальные цветы, травы и кустарники. Многие из них занесены не только в Красную Книгу области, но и России. Также здесь есть и золото, и полудрагоценные камни, которые являются настоящим минералогическим раритетом: рубины, малахит, сапфиры, цирконы и розовые топазы.
- Церковь иконы Божией Матери «Скоропослушница». Построена в период с 2002 по 2005 год. Она включает в себя верхнее и нижнее помещения, рассчитана на 300 прихожан, а высота до вершины креста составляет более 37 метров. Но главная особенность в том, что это деревянное сооружение, которое построено без единого гвоздя с помощью специальных креплений. Строители храма специально ездили в Кижи и изучали искусство древних зодчих, чтобы совместить их опыт с современными технологиями. Храм дополнительно укреплён изнутри металлическими конструкциями, стягивающими его каркас, а дерево, из которого он изготовлен, пропитано специальным составом с био- и огнезащитой.